# اونگو (ویرجینیای غربی)
اونگو (به انگلیسی: Onego) یک منطقهٔ مسکونی در ایالات متحده آمریکا است که در شهرستان پندلتن، ویرجینیای غربی واقع شده‌است.